# Hełm Aleksandra Macedońskiego
Hełm Aleksandra Macedońskiego (tyt. oryg. Джентльмены удачи (wym. Dżentlmieny udaczi – dosł. pol. Dżentelmeni fortuny)) – radziecka komedia kryminalna z 1971 roku, w reżyserii Aleksandra Seryja.

## Opis fabuły
Dyrektor przedszkola Troszkin jest łudząco podobny do przestępcy, używającego pseudonimu "Docent", który dokonał kradzieży cennego hełmu ze złota, znalezionego w czasie prac archeologicznych w Azji Środkowej. Schwytany przez milicję Docent nie chce ujawnić miejsca ukrycia hełmu. Troszkin zgadza się odegrać jego rolę. Przygotowany przez specjalistów od więziennej gwary zostaje wprowadzony do środowiska przestępczego, co ma ułatwić dotarcie do cennego przedmiotu.
Najpopularniejszy film 1972 roku w kinach ZSRR, na który sprzedano 65 mln biletów.

## Obsada
- Jewgienij Leonow jako Troszkin-Docent
- Gieorgij Wicyn jako Gawriła Szeremetiew-Chmyr
- Sawielij Kramarow jako Fiodor Jermakow-Kosoj
- Radner Muratow jako Wasilij Alibaba
- Erast Garin jako profesor-archeolog Nikołaj Malcew
- Oleg Widow jako Władimir Sławin, oficer milicji
- Natalia Fatiejewa jako córka Malcewa
- Jekatierina Mazurowa jako matka Troszkina
- Anatolij Papanow jako szachista